# Caputxí d'Azara
El caputxí d'Azara (Sapajus cay) és una espècie de primat de la família dels cèbids. Viu a l'extrem nord de l'Argentina, l'est i sud-est de Bolívia, el sud-oest del Brasil i l'est del Paraguai. Els seus hàbitats naturals són els boscos de galeria subtropicals humits semicaducifolis, els boscos secs caducifolis, el cerrado i els boscos situats a la riba de rius. És una espècie vulnerable per la destrucció i fragmentació del seu hàbitat, la caça de subsistència, el comerç il·legal d'animals, els incendis forestals, l'expansió dels camps de conreu, la ramaderia, el creixement en taca d'oli, les epidèmies i l'expansió de les infraestructures viàries i energètiques.